# أوميكور
أوميكور (Umicore) هي شركة تعدين متعددة الجنسيات مقرها في مدينة بروكسل البلجيكية.
تأسست الشركة في سنة 1989 من اندماج عدد من الشركات الصغيرة العاملة في قطاع التعدين وصهر الفلزات. يبلغ عدد موظفيها حوالي 10 آلاف موظف، وفي سنة 2018 بلغت إيرادات الشركة ما يقارب 3,3 مليار يورو.